# Monster a Go-Go
Monster a Go-Go es una película de terror de 1965 dirigida por Bill Rebane y Herschell Gordon Lewis (que no aparece en los créditos). Está considerada como una de las peores películas jamás creadas.
En 1993, la película apareció en un episodio de la serie satírica de cine Mystery Science Theatre 3000 en Comedy Central.

## Trama
La trama se basa en un astronauta estadounidense, Frank Douglas, quien desaparece misteriosamente de su nave espacial mientras era lanzada en paracaídas a la Tierra. Un policía, en una escena, inspecciona el lugar de aterrizaje de la cápsula de Douglas y observa un parche quemado, pero lo toma como una broma. Al parecer, el astronauta desaparecido es reemplazado o convertido en un gran monstruo radiactivo. Esto se revela cuando entra en escena y mata al Dr. Logan. Un equipo de científicos y militares intenta capturar al monstruo. En un momento, logran capturarlo en el laboratorio, pero luego se escapa. Ni la captura ni el escape se muestran, sino que son mencionados por el narrador. 
Al final de la película, los científicos acorralan al monstruo en una alcantarilla de Chicago, pero el monstruo desaparece de repente. Los científicos reciben un telegrama que indica que Douglas está sano y salvo, después de haber sido rescatado en el Atlántico Norte, lo que quizás implica que el monstruo era un extraterrestre que se hizo pasar por Douglas. El narrador proporciona el diálogo de cierre de la película: 

Como si se hubiese girado un interruptor, como si un ojo hubiese parpadeado, como si una fuerza fantasmagórica en el universo hubiera hecho un movimiento más allá de nuestra comprensión, de repente, ¡no había rastro! No había ningún gigante, ningún monstruo, nada para seguir que se llamara "Douglas". No había nada en el túnel, excepto los desconcertados hombres de valor, que de repente se encontraron solos con sombras y oscuridad. Con el telegrama, una nube se eleva y otra desciende. El astronauta Frank Douglas, rescatado, vivo, bueno y de tamaño normal, a unas 8,000 millas de distancia en un bote salvavidas, sin ningún recuerdo de dónde había estado ni de cómo se separó de su cápsula. Entonces, ¿quién o qué ha aterrizado aquí? ¿Ya está aquí? ¿O se ha accionado el interruptor cósmico? Caso para analizar: ¡la línea entre ciencia ficción y ciencia es microscópica y tú has visto cómo se afinaba aún más! ¿Está la amenaza con nosotros? ¿O se ha ido el monstruo?
Narrador de la película

## Elenco
- Henry Hite como Frank Douglas/el monstruo.
- June Travis como Ruth.
- Phil Morton como el Coronel Steve Connors
- Peter M. Thompson como el Dr. Chris Manning.
- Herschell Gordon Lewis como locutor de radio (no aparece ne los créditos).
- Bill Rebane como el Narrador.

## Producción
La producción de la película fue bastante inusual. El director, Bill Rebane, se quedó sin dinero mientras rodaba la cinta. Herschell Gordon Lewis, quien necesitaba una segunda película para mostrar con su propio filme, Moonshine Mountain, compró la película, agregó algunas escenas y un poco de diálogo y luego la lanzó, creando una película extraña sin un hilo conductor. Rebane había abandonado la película en 1961; Lewis no terminó la película hasta 1965, por lo que no pudo reunir todo el reparto original, lo que provocó que casi la mitad de los personajes desaparecieran a la mitad de la película para ser reemplazados por otros que desempeñan la mayoría de los mismos roles. Uno de los actores que Lewis pudo recuperar había cambiado radicalmente su aspecto, por lo que era necesario que interpretara al hermano del personaje original. En un momento, cuando supuestamente suena un teléfono, el efecto de sonido es obviamente una persona que lo hace con la boca.
El actor que interpreta al monstruo de la película, Henry Hite, medía 2,31 metros, pero el director quería que el monstruo midiera 3 metros, por lo que a Hite se lo filmó desde un ángulo ascendente en cada toma.  

## Lanzamiento

### Formato doméstico
Monster a Go-Go! fue lanzada junto con Psyched by the 4-D Witch como una edición doble en DVD a través de Something Weird Video. La versión de Mystery Science Theatre 3000 de la película fue lanzada por Rhino Home Video como parte del conjunto de DVD Collection, Volume 8. El director original de la película, Bill Rebane, lanzó una "Edición especial para coleccionistas" con comentarios y otras adiciones a través de Synergy Entertainment el 19 de octubre de 2010.

## Crítica
La recepción de la crítica fue principalmente negativa. La película es considerada como una de las peores de todos los tiempos. AllMovie le dio a la película una crítica negativa, calificándola como "una mezcla incoherente elaborada únicamente para llenar el espacio en una doble función". TV Guide resumió la película llamándola "basura". Dennis Schwartz, de Ozus 'World Movie Reviews, dio a la película una crítica negativa. En su reseña, Schwartz la llamó "una de las películas más incoherentes de todos los tiempos porque la trama no se puede explicar racionalmente y los personajes no están claramente definidos". En la reseña de Horror News.net, se explica la razón detrás de su reputación negativa: "La película en sí misma cae en la categoría de "peor", no solo con una presentación letárgica sino con su extraño estilo de edición. Algunas escenas aparecen de la nada y realmente no parecen tener mucho que ver con la escena anterior. Otras son escenas de conversación típicas que se editan de un modo aleatorio. Creo que la película es mejor como una pieza para burlarse y reírse que como una pieza real de cine importante. De hecho, se puede encontrar humor en esos elementos que hacen que la experiencia sea para buscar errores, errores de continuidad y lógica a veces ridícula. No se entiende porqué sintieron que necesitaban algunas escenas de baile hipster para vender más boletos. Pero el resultado es tan extraño que también merece una carcajada. Es la mezcla clásica de segunda que solo tiene atractivo en su esfuerzo por lograr alguna conexión inexistente".